# تشلسي تشن
تشلسي تشن (بالإنجليزية: Chelsea Chen)‏ هي ملحنة أمريكية، ولدت في 30 ديسمبر 1983.